# Jane Barlow

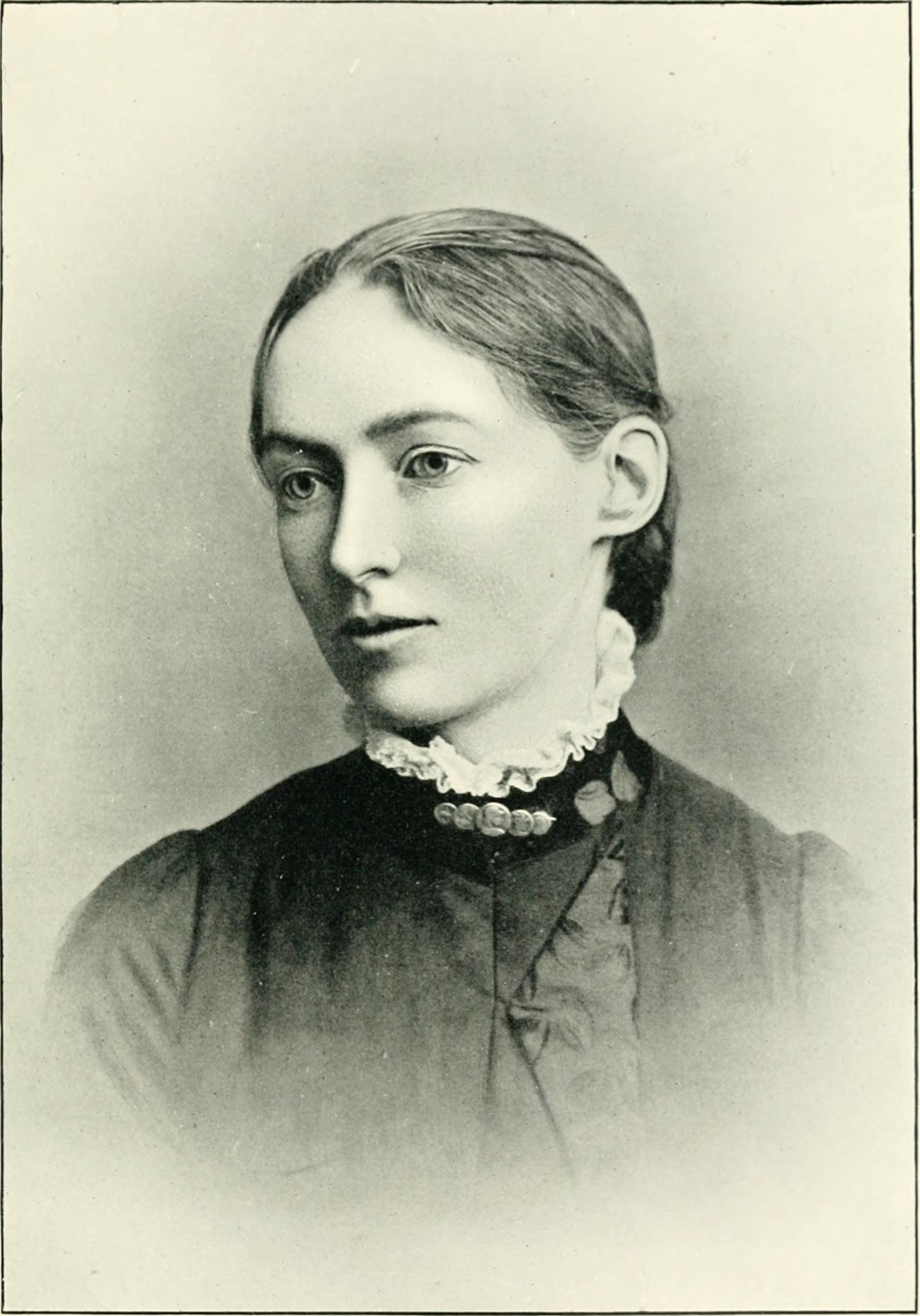
Un ritratto di Jane Barlow. fotografia del Lafayette Studio (1903).

Jane Barlow (Clontarf, 17 ottobre 1856 – Bray, 17 aprile 1917) è stata una scrittrice irlandese, nota per i suoi romanzi e poesie che descrivono la vita dei contadini della sua terra, principalmente su Lisconnel e Ballyhoy, in relazione sia ai proprietari terrieri che alla Grande Carestia.

## Biografia
Barlow era la secondogenita e la figlia maggiore del rev. James William Barlow, vicerettore del Trinity College di Dublino. Nata a Dollymount, frazione di Clontarf, nella contea di Dublino, trascorse gran parte della sua vita a Raheny, allora villaggio della medesima contea, nella casa nel comune di Ballyhoy che allora si chiamava "il Cottage":
Venne educata dalla governante di famiglia e da suo padre. Imparò il francese e il tedesco, era una talentuosa studiosa di musica classica e un'abile pianista. Viaggiò molto in tutta l'Irlanda e quando all'età di vent'anni visitò l'Italia, la Francia, la Grecia e la Turchia.
"Miss Barlow" ebbe un grande successo con la raccolta di racconti Irish Idylls (1892). Con nove edizioni, venne pubblicato in Francia, Germania, Gran Bretagna e America. Quando il Trinity College di Dublino iniziò per la prima volta a concedere diplomi alle donne, Barlow fu una delle prime «a ricevere la più alta distinzione onorifica che l'antica sede del sapere potesse conferire», una laurea in lettere (D.Litt.). Collaborò con la National Literary Society di Dublino e fu amica di Katharine Tynan e Sarah Purser, quest'ultima autrice di un suo ritratto datato 1894.
Dopo la morte di suo padre sopraggiunta nel 1913 lei e i suoi fratelli si trasferirono a Bray, nella contea di Wicklow. A questo punto soffrì di cattiva salute e di morale basso, ma continuò a scrivere.
Barlow fu membro della Society for Psychical Research per più di 25 anni. Poco prima della sua morte fu eletta nel Comitato di Riferimento e di Pubblicazione.
Morì il 17 aprile 1917 a Bray. Nel suo luminoso necrologio (18 aprile 1917), l'Irish Times non riportò nulla sulla sua salute, né sulla causa della morte.
Venne sepolta con suo padre, sua madre e una delle sue sorelle al cimitero di Mount Jerome di Dublino.

## Opere
Barlow pubblicò con il suo nome e con lo pseudonimo di Felix Ryark. Scrisse anche insieme a suo padre sotto lo pseudonimo di Antares Skorpios. I romanzi e le raccolte di poesie di Barlow includono:
- History of a World of Immortals Without a God ("Storia di un mondo di immortali senza Dio"; McGee, 1891), come Antares Skorpios[9]
- Bog-land Studies ("Studi sulle paludi"; Unwin, 1892)
- Irish Idylls (Hodder & Stoughton, 1892) - è uscito in nove edizioni
- The End of Elfintown (Macmillan, 1894) - poesia fiabesca illustrata da Laurence Housman, LCCN 02-6329
- Kerrigan’s Quality (Hodder & Stoughton, 1894) - con 8 illustrazioni
- The Battle of the Frogs and Mice ("La battaglia delle rane e dei topi"; Methuen, 1894) - illustrazioni di Francis Donkin Bedford
- Strangers at Lisconnell, una seconda serie di idilli irlandesi (1895)
- Maureen's Fairing, and Other Stories (Dent, 1895) - illustrazioni di Bertha Newcombe
- Mrs. Martin's Company, and Other Stories (Dent, 1896)
- Una cantra di storie irlandesi (Methuen, 1897)
- From the East unto the West (Methuen, 1898)
- From the Land of the Shamrock (Methuen, 1900) - racconti
- Ghost-Bereft, with Other Stories and Studies in Verse (Smith, Elder & Co., 1901)
- The Founding of Fortunes (Methuen, 1902)
- By Beach and Bog Land (Unwin, 1905)
- Irish Neighbours (Hutchinson, 1907)
- The Mockers, and Other Verses (Allen, 1908)
- A Strange Land (Hutchinson, 1908), nel ruolo di Felix Ryark - un racconto di "razza perduta"[10]
- Irish Ways (Allen, 1909) - illustrazioni di Warwick Goble
- Mac’s Adventures (Hutchinson, 1911) - dedicato ad Algernon Charles Swinburne
- Flaws, a Novel (Hutchinson, 1911)
- Doings and Dealings (Hutchinson, 1913)
- Between Doubting and Daring (Blackwell, 1916)
- In Mio’s Youth (Hutchinson, 1917)

Negli Stati Uniti le opere della Barlow furono pubblicate da Dodd, Mead & Company.